# Amphilophus citrinellus
Amphilophus citrinellus är en fiskart som först beskrevs av Günther, 1864.  Amphilophus citrinellus ingår i släktet Amphilophus och familjen Cichlidae. Inga underarter finns listade i Catalogue of Life.

## Bildgalleri

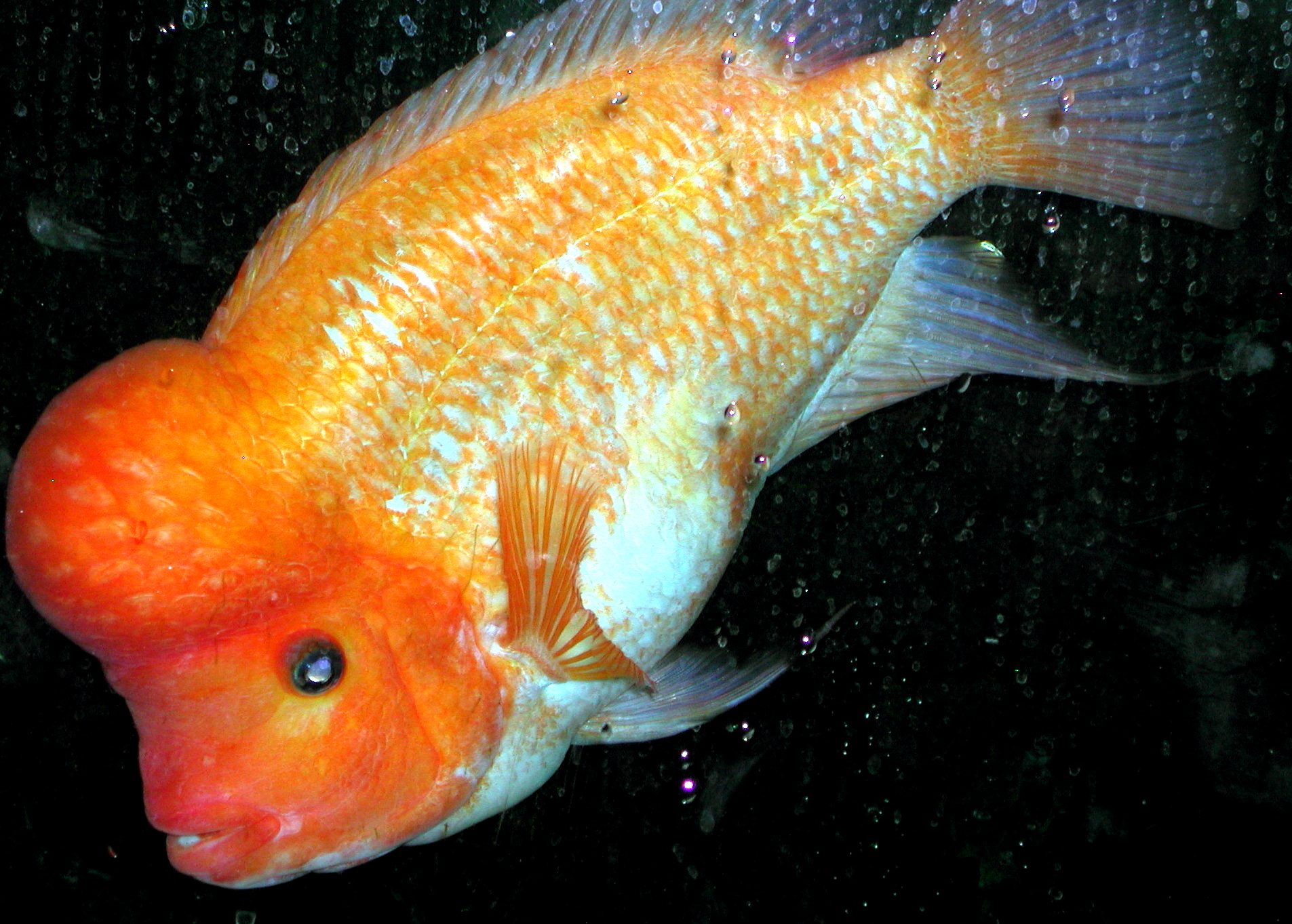
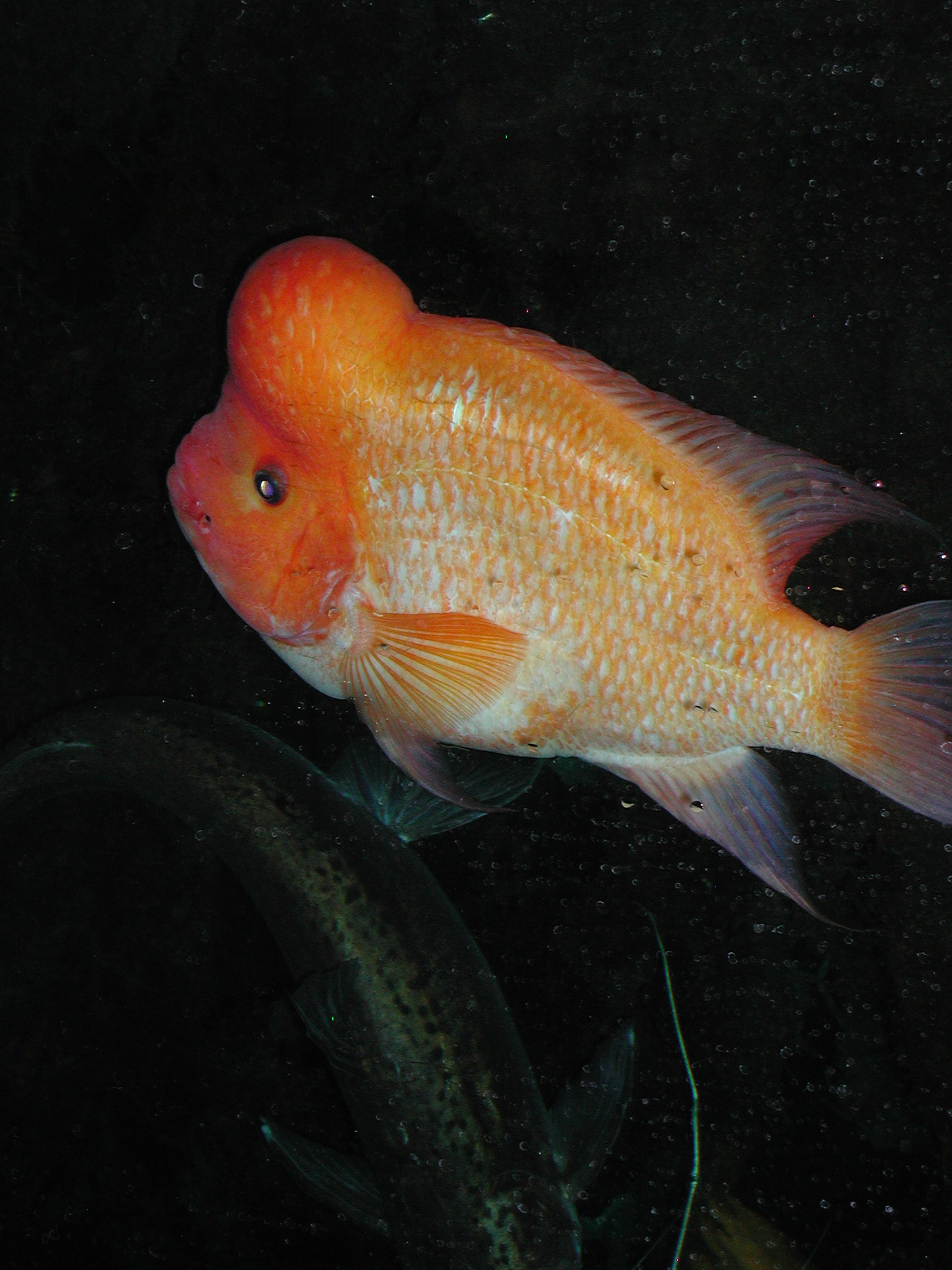
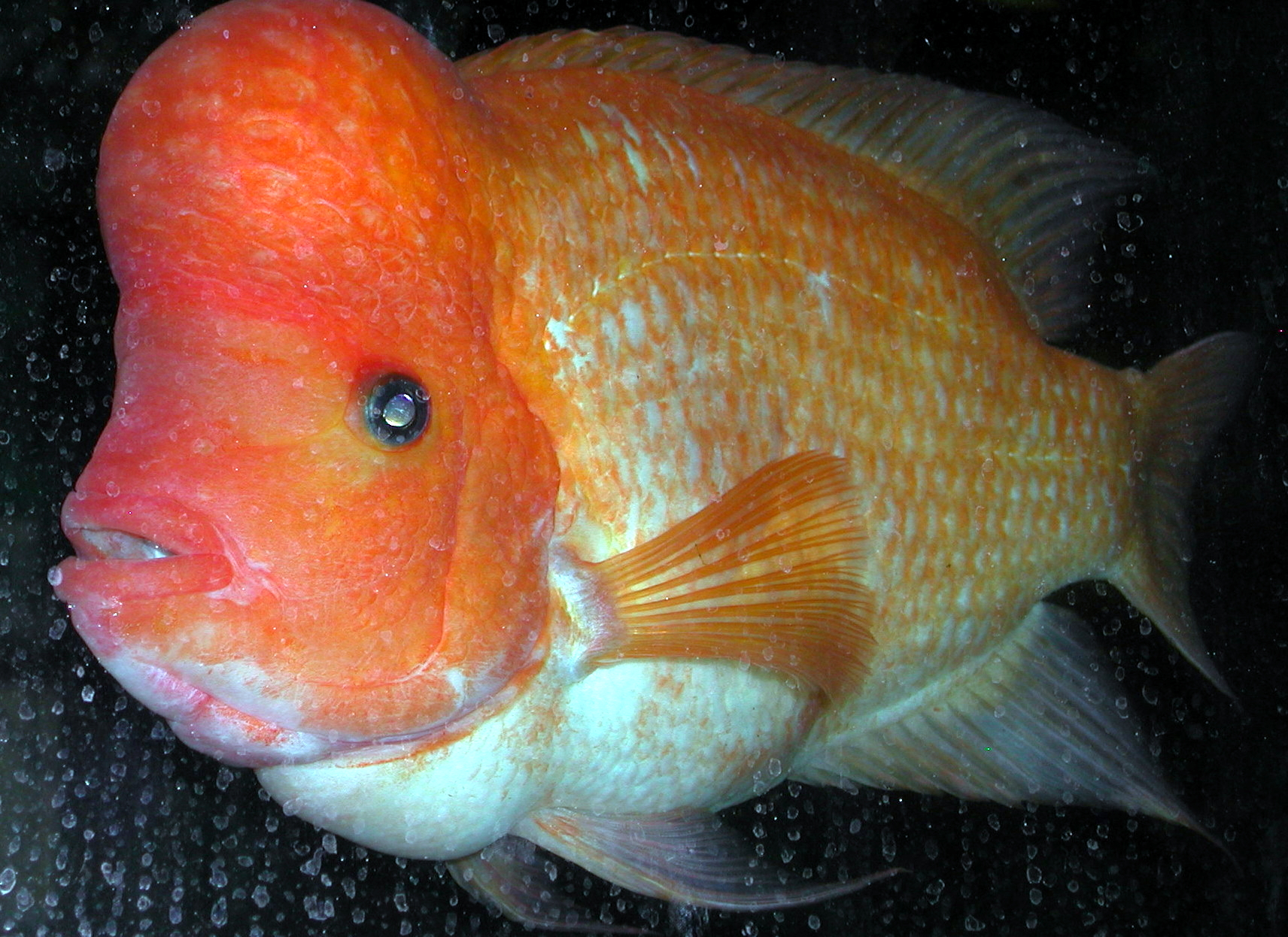
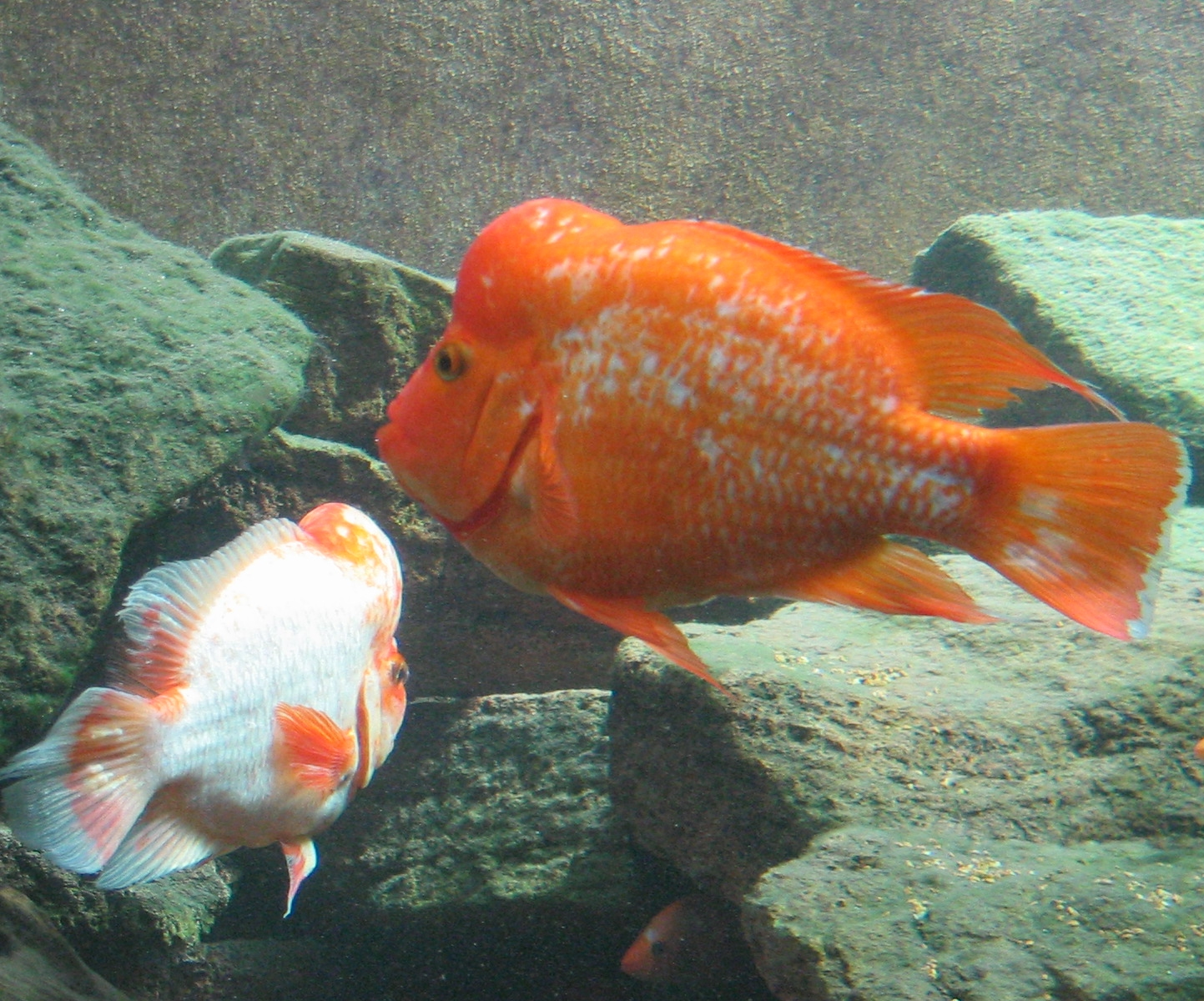